# Falcon Stadium

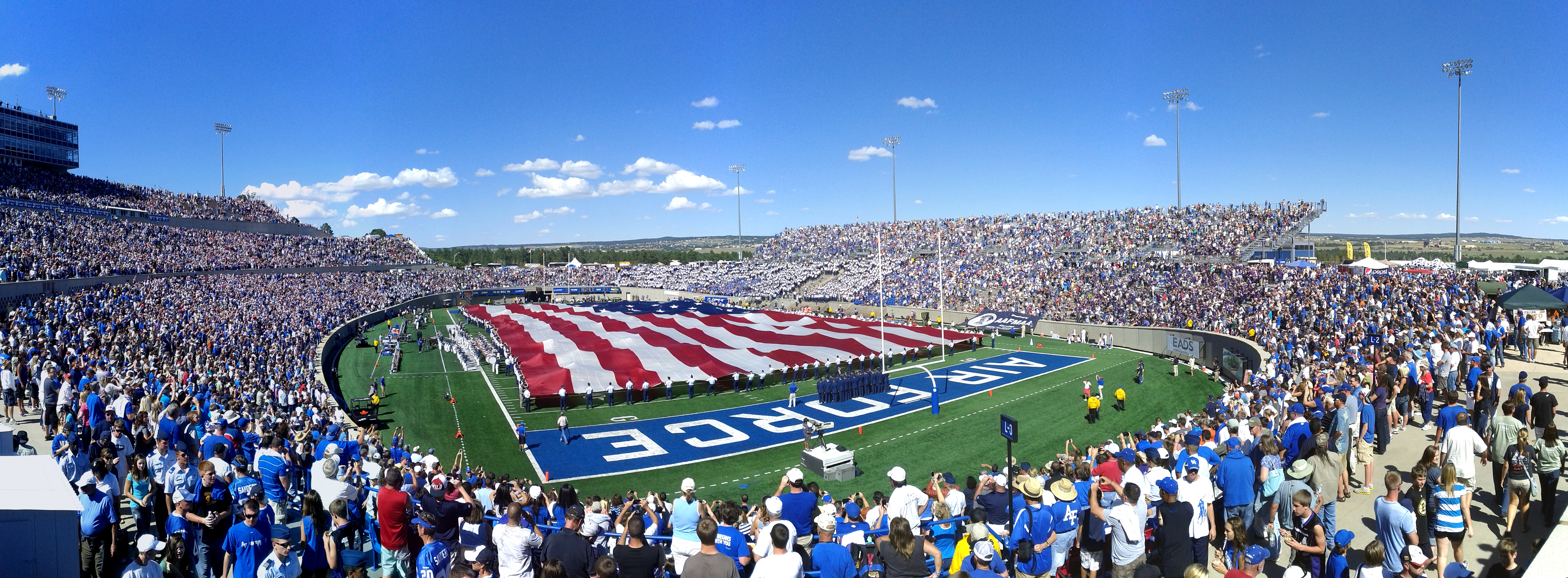
Panorámica del estadio.

Falcon Stadium es un estadio de fútbol americano colegial ubicado en Colorado Springs, Colorado, fue inaugurado en el año de 1962, tiene una capacidad para albergar a 46 692 aficionados cómodamente sentados, su equipo local son los Air Force Falcons pertenecientes a la Mountain West Conference de la National Collegiate Athletic Association.